# Michelle Ugenti-Rita
Michelle Ugenti-Rita (Scottsdale, Arizona, 28 de junio de 1980) es una política estadounidense. Afiliada al Partido Republicano, se desempeña desde 2019 como miembro del Senado de Arizona por el distrito 23. Anteriormente sirvió en la Cámara de Representantes de Arizona entre 2011 y 2019. Es candidata a Secretaria de Estado de Arizona en las elecciones de 2022.

## Trayectoria
Michelle se graduó de la Universidad Estatal de Arizona en 2003 con una licenciatura en administración de empresas.
En 2017, fue la única republicana que se opuso al proyecto de ley Blue Lives Matter que endurece las penas por agredir a policías fuera de servicio. Ha patrocinado una serie de proyectos de ley que dificultan la presentación de iniciativas electorales a los votantes.
En 2021, apoyó la legislación que requería que los votantes en Arizona que votan por correo incluyan documentos de identificación junto con sus boletas.